# Монстры существуют
«Монстры существуют» или «Монстр» (англ. The Monster или There Are Monsters) — американский независимый фильм ужасов 2015 года, созданный Брайаном Бертино.

## Сюжет
Мать и дочь оказываются на ночной дороге, атакованные неведомым монстром. Они вынуждены и противостоять чудовищу, и учиться жить и действовать вместе.

## В ролях
| Актёр           | Роль            |
| --------------- | --------------- |
| Зои Казан       | Кэти            |
| Элла Бэллентайн | Лиззи дочь Кэти |
| Аарон Дуглас    | Джесси          |
| Скотт Спидмэн   | Рой             |
| Кристин Эбади   | Лесли Уильямс   |
| Крис Уэбб       | монстр          |

## Релиз
Премьера в США состоялась 6 октября 2016 года на кинофестивале Beyond Fest (Лос-Анджелес). На DVD и Blu-ray фильм вышел 24 января 2017 года.

## Восприятие

#### Зарубежная критика
Фильм получил сдержанно-положительные отзывы. Рейтинг положительных рецензий на агрегаторе Rotten Tomatoes — 79% со средним баллом 6,9/10. Согласно консенсусу,

незамысловатый сюжет и сильная игра Зои Казан в главной роли нужны «Монстру», чтобы представить шаблонную, но не столь простую — и вполне развлекательную — страшную историю.Оригинальный текст (англ.)The Monster uses its effectively simple setup and a powerful lead performance from Zoe Kazan to deliver a traditional yet subtly subversive — and thoroughly entertaining — horror story.

#### Российская критика
<...>Во-первых, Бертино, очевидно, любит темноту. А потому извлекает из неё — в сочетании с люто хлещущим дождем — максимум для зрительских эмоций. Кажется, освещение тут большей частью естественное — типа автомобильных фар или ручного фонаря. И его хватает ровно настолько, чтобы показать нам какой-нибудь намек, от которого и в удобном кресле становится некомфортно. Типа загадочного силуэта на фоне деревьев. Так — без тыкания в лицо кровавых рож — работали в "ужастиках" старой школы. Так преимущественно работает и Бертино, за что ему низкий поклон.<...>
Правда, кое-что восприятию все-таки мешает. Речь, во-первых, о тягучих флэшбеках, слишком уж рьяно мусолящих тему женского алкоголизма (у нас же тут, в конце концов, не фильм с Эмили Блант!) и несколько вредящих целостности повествования. Во-вторых, сам терроризирующий Кэти и Лиззи гад, к сожалению, скорее смешон, нежели страшен. И зачем вообще нужно было показывать его в полный рост — совсем непонятно. Не допусти Бертино подобных шероховатостей, мы получили бы практически идеальную и неглупую камерную страшилку. Хотя и так — очень хорошо.— Шамиль Керашев, «Российская газета»

#### Реакция зрителей
Зрители по всему миру приняли фильм сдержанно и отрицательно: рейтинг на IMDb — 5,4/10, на «КиноПоиске»  — 4,9/10.